# Дреслервилл
Дреслервилл (англ. Dresslerville Colony) — индейская колония народа вашо, расположенная в западно-центральной части штата Невада, США. 

## История
Племя вашо — признанное на федеральном уровне индейское племя, организованное в соответствии с Законом о реорганизации индейцев 1934 года. Племя состоит из четырёх общин: трёх в Неваде (Дреслервилл, Карсон, Стюарт) и одной в Калифорнии (Вудфордс). Индейская колония Дреслервилл была основана в 1917 году. Здесь находится большинство общественных зданий племени, включая общественный центр, спортзал и парк.

## География
Колония находится в западно-центральной части округа Дуглас и состоит из одного участка. Дреслервилл расположен вдоль реки Ист-Форк-Карсон, к юго-востоку от города Гарднервилл, недалеко от Гарднервилл-Ранчос. Общая площадь колонии составляет 3,227 км². Штаб-квартира племени находится в городе Гарднервилл.

## Демография
В колонии Дреслервилл проживает крупнейшее по численности населения сообщество вашо. В 1991 году там проживало 348 человек.
По данным федеральной переписи населения 2010 года, в колонии проживало 314 человек. Согласно федеральной переписи населения 2020 года в колонии проживало 403 человека, насчитывалось 114 домашних хозяйств и 141 жилой дом. Средний возраст, проживающих в Дреслервилле, составлял 40 лет. Средний доход на одно домашнее хозяйство в индейской колонии составлял 46 379 долларов США. Около 32 % всего населения находились за чертой бедности, в том числе 43,4 % тех, кому ещё не исполнилось 18 лет, и 38,5 % старше 65 лет.
Расовый состав распределился следующим образом: белые — 13 чел., афроамериканцы — 0 чел., коренные американцы (индейцы США) — 365 чел., азиаты — 1 чел., океанийцы — 0 чел., представители других рас — 4 чел., представители двух или более рас — 20 человек; испаноязычные или латиноамериканцы любой расы составили 24 человека. Плотность населения составляла 124,9 чел./км².

## Комментарии
1. ↑  Сам город не входит в состав резервации, а является лишь штаб-квартирой племени.